# Samuel Osgood
Samuel Osgood (5 de Fevereiro de 1747 - 12 de Agosto de 1813) foi um comerciante e estadista americano nascido em Andover, Massachusetts, atualmente uma parte de North Andover, Massachusetts. A casa de sua família ainda fica na 440 Osgood Street em North Andover e sua casa na cidade de Nova York, a Samuel Osgood House, serviu como a primeira mansão presidencial do país. Exerceu nas assembleias dos Estados de Massachusetts e Nova York, representou Massachusetts no Congresso Continental e foi o quarto Diretor-geral dos Correios dos Estados Unidos (o primeiro sob a atual Constituição), exercendo durante o primeiro mandato de George Washington.
Em 1812, foi eleito o primeiro presidente do recém-criado City Bank of New York, que mais tarde se tornou o Citibank, predecessor do atual Citigroup.

## Primeiros anos
John Osgood veio para Massachusetts vindo de Andover, na Inglaterra, em 1638. Em 1646, iniciou uma nova colônia lá e nomeou-o de Andover como sua cidade natal. Quatro gerações depois, o Capitão Peter Osgood morou lá e em 1747 teve um terceiro filho a quem nomeou de Samuel.
Samuel frequentou a Dummer Academy (agora The Governor's Academy) e depois a Harvard College, onde estudou teologia e se formou em 1770. Mais tarde, retornou a Andover para seguir uma carreira de comerciante. Entrou para a milícia local, foi eleito para representar a cidade na assembleia colonial e em 1775 para o congresso provincial que funcionava como um governo revolucionário.

## A Revolução
Osgood liderou uma companhia local de minutemen nas Batalhas de Lexington e Concord na primavera de 1775. Seguiram os britânicos em retirada e passaram a fazer parte do Cerco de Boston. À medida que mais tropas se reuniam, foi nomeado Major de uma brigada enquanto servia em Cambridge. Tornou-se assessor do General Artemas Ward e foi promovido a Coronel. Quando o cerco teve sucesso na primavera de 1776, Osgood deixou o exército e voltou ao congresso provincial.
O Congresso Provincial nomeou Osgood para o Conselho de Guerra de Massachusetts e exerceu lá até 1780, quando o governo foi reorganizado. Foi um delegado à convenção constitucional do estado em 1779-1780. Sob a nova Constituição, foi eleito para o Senado de Massachusetts em 1780 e exerceu dois mandatos. O novo governo nomeou Osgood como um de seus delegados ao Congresso Continental e exerceu lá de 1782 até 1784.
Após um breve mandato na Câmara dos Representantes de Massachusetts em 1784, o governador nomeou Osgood como juiz em 1785, mas logo renunciou quando o Congresso Nacional o nomeou comissário do Tesouro no final daquele ano. Mudou-se para Nova Iorque para exercer esse cargo, que ocupou até o fim do Governo Congressional.

## Diretor-geral dos Correios e carreira em Nova Iorque
Quando um novo governo dos EUA foi nomeado em 1789, o Presidente Washington nomeou Osgood como o primeiro Diretor-geral dos Correios sob a nova Constituição dos EUA, substituindo Ebenezer Hazard, que foi comissionado diretor dos correios de Nova Iorque pelo Congresso Continental. Osgood exerceu como Diretor dos Correios de 1789 até 1791.
Uma das primeiras coisas que Osgood faria seria transformar os Correios de Baltimore na nova sede regional, cuja Diretora dos Correios era Katherine Goddard. Osgood ordenou que Goddard renunciasse ao cargo e foi substituída por John White.
A sede do Governo Federal naquela época era em Nova Iorque e a residência oficial do Presidente estava localizada na Samuel Osgood House na 3 Cherry Street, que era a casa de Samuel Osgood e sua família. Osgood ofereceu a mansão a Washington para que o presidente e sua esposa tivessem como lar o que então era considerado a melhor casa da cidade. A residência tornou-se assim a primeira residência oficial dos EUA.
Quando o Governo Federal se mudou para a Filadélfia por um período de dez anos antes de finalmente se estabelecer em Washington, D.C., Osgood decidiu permanecer em Nova York e renunciou ao cargo em 1791. Osgood foi eleitor presidencial em 1792 e votou em George Washington e George Clinton.
Foi membro da Assembleia do Estado de Nova York em 1800-01 e 1802 e foi o Presidente da Assembleia em 1800-01. Em 1803, foi nomeado pelo Presidente Thomas Jefferson como Oficial da Marinha do Porto de Nova York, cargo que ocupou até sua morte. No último ano de sua vida, foi presidente do novo City Bank de Nova York.
Osgood era membro da American Philosophical Society e, em seus últimos anos, dedicou-se a escrever e estudar. Manteve uma extensa correspondência com George Washington e Thomas Jefferson, entre outros.

## Vida pessoal
No dia 4 de Janeiro de 1775, Osgood casou-se com Martha Brandon, que morreu em 1778. No dia 24 de Maio de 1786, Osgood casou-se com Maria Browne (1754-1813), viúva de Walter Franklin e mãe de Maria Franklin Clinton, primeira esposa do Governador de Nova York DeWitt Clinton. Tiveram uma filha chamada Martha Brandon Osgood, que se casou com o diplomata Edmond-Charles Genêt. O irmão de Osgood, Isaac, casou-se com Sarah Pickman (1772-1791) no dia 12 de Outubro de 1790; após sua morte, casou-se com sua irmã, Rebecca Taylor Pickman (1775-1801), no dia 8 de Dezembro de 1794. Tiveram um filho, Isaac Osgood, Jr., cuja filha Charlotte se casou com Moses T. Stevens, e uma filha, Sally Pickman Osgood, que se casou com Bailey Loring e teve um filho, George B. Loring. Por último, Isaac se casou com Mary Pickman em 1802, prima de suas duas primeiras esposas. Suas duas primeiras esposas eram primas de Benjamin Pickman, e sua terceira esposa, irmã.

## Morte
Morreu na Cidade de Nova Iorque em 1813.
Sua cidade natal em North Andover, Massachusetts, está localizada em uma rua com o nome de sua família e está listada no Registro Nacional de Lugares Históricos, assim como sua residência em Nova York. O retrato do Coronel Osgood está guardado na Sala do Presidente no Capitólio dos Estados Unidos desde a presidência de Lincoln.

## Leia mais
- Samuel Osgood (Abril de 1889).  Mrs. William C. Eddy (granddaughter), ed. «Sketch of the Life of Samuel Osgood». The Magazine of American History with Notes and Queries. 21 (4): 324–8